# 潮田薬品
潮田薬品株式会社（うしおだやくひん）は、茨城県の主に医薬品・医薬部外品・試薬・医療機器の卸売りを扱う企業であった。現在は、メディセオ・パルタックホールディンググループの一社「潮田クラヤ三星堂」である。

## 沿革
- 1892年 茨城県笠間稲荷神社の門前町に「潮田保衛門」が、家伝薬十数種の免許を得て自家製造販売の薬種店「潮田薬舗」を創業。
- 1902年「高梨且」が山形県で生まれる。
- 1921年「高梨且」明治薬学卒業。
- 1921年「高梨且」薬剤師国家試験合格。
- 1924年「高梨且」東洋内科南湖病院に薬剤師として勤務。
- 1925年「高梨且」徳島県西横町の薬問屋「割石守成堂」に勤務。
- 1926年 初代「潮田保衛門」死去し潮田家を継ぐ婿養子を探す。
- 1927年「高梨且」と初代「潮田保衛門」の長女「潮田サク」と結婚し「潮田且」となり潮田家を継ぐ
- 1928年「潮田薬舗」を「潮田且薬局」と改称。
- 1936年「潮田薬局」を茨城県西茨城郡内の医家向及び薬局向卸販売開始。
- 1941年「内原支店」開設
- 1945年 水戸市及び東茨城郡及び真壁郡の医家向及び薬局向卸を開始し商業圏を拡大
- 1948年「横浜国立病院」と取引関係を開始
- 1948年 茨城県北部地区（日立）の病院を中心に卸商拡大
- 1949年 有限会社「潮田薬局」設立。
- 1949年 ペニシリンの販売により急速に売上高拡大
- 1949年「武田薬品」「藤沢薬品」「塩野義製薬」「山之内製薬」「エーザイ」「東洋醸造」などの大手製薬会社と直接取引開始
- 1949年「日本鉱業株式会社」日立鉱業所大雄院総合病院と取引開始
- 1950年「日立製作所日立病院」と取引開始
- 1953年「日立支店」開設
- 1956年「水戸支店」開設
- 1960年 茨城県水戸市泉町の「加納商店」が閉鎖してその商業権を譲受
- 1963年「下館支店」開設・「水戸支店」新築移転
- 1964年「宇都宮出張所」設置・「平連絡所」設置・「我孫子出張所」設置
- 1965年 茨城県水戸市に本社社屋移転 有限会社「潮田薬局」を有限会社「潮田薬品」と改称。
- 1965年「日本化薬」・「参天製薬」直接取引開始
- 1966年「茨城臨床検査センター」設置・「足利支店」設置
- 1967年「下館支店」新築移転
- 1968年「土浦支店」新築移転
- 1969年「共栄薬品」（茨城県・水戸市）を吸収合併・ 「平塚薬品」と業務提携。
- 1970年 株式会社に改組し「潮田薬品株式会社」と商号変更
- 1970年「亀下薬局」（茨城県石岡市）・「外山長兵衛商店」（下妻市）卸門を合併。
- 1970年「昭和薬工」と直接取引開始
- 1970年「下館支店」新築移転
- 1970年8月茨城県外からの初の大手卸　東京都の「加藤薬品」が水戸・土浦に営業所を開設
- 1970年12月千葉県の「岩渕薬品」が水戸営業所を開設
- 1971年1月東京都の「クラヤ薬品」が石岡営業所を開設
- 1971年4月東京都の「東邦薬品」が水戸支店を開設
- 1972年「株式会社三国堂」（栃木県）と業務提携。
- 1972年6月東京都の「福神」が日立営業所を開設
- 1972年「日本スクイブ」（現・ブリストルマイヤーズスクイブ）直接取引開始
- 1972年「調剤薬局　茨城薬局」開設
- 1972年「鹿島支店」開設
- 1973年「いわき支店」開設
- 1976年「宇都宮支店」開設
- 1976年「古河支店」新築開設
- 1976年6月栃木県の「ナカノ薬品」が下館営業所を開設
- 1976年「筑波大学附属病院」と取引開始
- 1977年「取手支店」開設
- 1979年「いわて支店」新築開設
- 1982年9月愛知県の業界売上高一位の「スズケン」が進出
- 1985年2月北関東地区で初の大型合併発表
- 1985年10月「株式会社三国堂」（栃木県）と合併し社名を「潮田三国堂薬品株式会社」に改称

## 営業所
水戸市・土浦市・日立市・真壁郡・行方郡・古河市・取手市・宇都宮市・いわき市

## 北関東地区で初の大型合併の概要と理由
- 潮田薬品の月商25億円（従業員450人）・三国堂の月商5億5000万円（従業員130人）
- 潮田薬品宇都宮支店閉鎖し、三国堂の本社を宇都宮支店として発足
- 潮田薬品は茨城県内の40％のシェアをほこり断トツ、福島・千葉・埼玉へ広域化策を展開
- 三国堂は栃木県内では第二位の企業
- 茨城県には、クラヤ薬品の本格攻勢とスズケンの昭和57年9月からの進出
- 栃木県では、クラヤ薬品がシェア拡大に全力攻勢

## 主な取引メーカー
- 武田薬品工業
- 山之内製薬（現:アステラス製薬）
- 大日本製薬（現:大日本住友製薬）
- 藤沢薬品工業
- エーザイ
- 萬有製薬
- 協和発酵工業（現:協和発酵キリン）
- ミドリ十字（現:田辺三菱製薬）
- 旭化成
- 小野薬品工業
- 明治製菓
- 日本新薬
- 大塚製薬
- 持田製薬
- 興和新薬
- 東京田辺製薬（現:田辺三菱製薬）
- 台糖ファイザー（現:ファイザー）
- 森下製薬
- 日本化薬
- 日本アップジョン